# Trinidad och Tobago i olympiska sommarspelen 1952
Trinidad och Tobago deltog med två deltagare vid de olympiska sommarspelen 1952 i Helsingfors. Totalt vann de två bronsmedaljer.

## Medaljer

### Brons
- Lennox Kilgour - Tyngdlyftning, mellantungvikt.
- Rodney Wilkes - Tyngdlyftning, fjädervikt.